# Campeonato Brasileño de Fútbol Playa
El Campeonato Brasileño de Fútbol Playa es la principal competición brasileña de fútbol playa, disputada anualmente entre varios estados de Brasil. Es organizada por la Confederação Brasileira de Beach Soccer.

## Lista de campeones
| Edición | Año  | Sede                       | Campeón               | Subcampeón         | Tercer lugar         | Cuarto lugar         |
| ------- | ---- | -------------------------- | --------------------- | ------------------ | -------------------- | -------------------- |
| 1.ª     | 1997 | São Paulo (SP)             | Río de Janeiro        | Río Grande del Sur | São Paulo            | Bahía                |
| 2.ª     | 1998 | Guarapari (ES)             | Río de Janeiro        | Espirito Santo     | São Paulo            | Pernambuco           |
| 3.ª     | 1999 | Serra (ES)                 | São Paulo             | Espirito Santo     | Río de Janeiro       | Pernambuco           |
| 4.ª     | 2000 | Serra (ES)                 | Espirito Santo        | São Paulo          | Río de Janeiro       | Pernambuco           |
| 5.ª     | 2000 | Fortaleza (CE)             | São Paulo             | Espirito Santo     | Río Grande del Norte | Río de Janeiro       |
| 6.ª     | 2001 | Aracaju (SE)               | Espirito Santo        | Sergipe            | Paraíba              | Río Grande del Norte |
| 7.ª     | 2002 | Vitória (ES)               | São Paulo             | Espirito Santo     | Pernambuco           | Minas Gerais         |
| 8.ª     | 2003 | São Bernardo do Campo (SP) | São Paulo             | Río de Janeiro     | Maranhão             | Espírito Santo       |
| 9.ª     | 2004 | Vitória (ES)               | São Paulo             | Maranhão           | Espírito Santo       | Río de Janeiro       |
| 10.ª    | 2005 | Santos (SP)                | São Paulo             | Río de Janeiro     | Espírito Santo       | Maranhão             |
|         | 2006 | No realizado               | No realizado          | No realizado       | No realizado         | No realizado         |
| 11.ª    | 2007 | Vitória (ES)               | Río Grande del Norte. | Paraiba            | Espírito Santo       | Río de Janeiro       |
| 12.ª    | 2008 | São Luís (MA)              | Maranhão              | Bahía              | Río Grande del Norte | Espírito Santo       |
| 13.ª    | 2009 | Serra (ES)                 | Río de Janeiro        | Bahía              | São Paulo            | Espírito Santo       |
| 14.ª    | 2010 | São Paulo (SP)             | Espírito Santo        | São Paulo          | Río Grande del Norte | Maranhão             |
|         | 2011 | No realizado               | No realizado          | No realizado       | No realizado         | No realizado         |
| 15.ª    | 2012 | Salvador (BA)              | Maranhão              | Bahía              | Alagoas              | Río de Janeiro       |

## Títulos por estado
| Equipo               | Campeón                                | Subcampeón                 | Tercer lugar         | Cuarto lugar               |
| -------------------- | -------------------------------------- | -------------------------- | -------------------- | -------------------------- |
| São Paulo            | 6 (1999, 2000, 2002, 2003, 2004, 2005) | 2 (2000, 2010)             | 3 (1997, 1998, 2009) | 0                          |
| Espírito Santo       | 3 (2000, 2001, 2010)                   | 4 (1998, 1999, 2000, 2002) | 3 (2004, 2005, 2007) | 3 (2003, 2008, 2009)       |
| Río de Janeiro       | 3 (1997, 1998, 2009)                   | 2 (2003, 2005)             | 2 (1999, 2000)       | 4 (2000, 2004, 2007, 2012) |
| Maranhão             | 2 (2008, 2012)                         | 1 (2004)                   | 1 (2003)             | 2 (2005, 2010)             |
| Río Grande del Norte | 1 (2007)                               | 0                          | 3 (2000, 2008, 2010) | 1 (2001)                   |
| Bahía                | 0                                      | 3 (2008, 2009, 2012)       | 0                    | 1 (1997)                   |
| Paraíba              | 0                                      | 1 (2007)                   | 1 (2001)             | 0                          |
| Río Grande del Sur   | 0                                      | 1 (1997)                   | 0                    | 0                          |
| Sergipe              | 0                                      | 1 (2001)                   | 0                    | 0                          |
| Pernambuco           | 0                                      | 0                          | 1 (2002)             | 3 (1998, 1999, 2000)       |
| Alagoas              | 0                                      | 0                          | 1 (2012)             | 0                          |
| Minas Gerais         | 0                                      | 0                          | 0                    | 1 (2002)                   |